# Cedar Mountain (Utah)
Der Cedar Mountain ist ein Berg im Emery County im US-Bundesstaat Utah. Er ist 2335 Meter hoch.
Der Cedar Mountain liegt etwa 35 Kilometer östlich von Castle Dale am Rande des Cedar Mountain Recreation Area.